# Elezioni parlamentari in Grecia del 2009
Le elezioni parlamentari in Grecia del 2009 si tennero il 4 ottobre per il rinnovo del Parlamento ellenico. Esse videro la vittoria del Movimento Socialista Panellenico di Giōrgos Papandreou, che divenne Primo ministro.

## Risultati
| Liste                                            | Voti      | %     | Seggi |
| ------------------------------------------------ | --------- | ----- | ----- |
| Movimento Socialista Panellenico                 | 3 012 542 | 43,92 | 160   |
| Nuova Democrazia                                 | 2 295 719 | 33,47 | 91    |
| Partito Comunista di Grecia                      | 517 249   | 7,54  | 21    |
| Raggruppamento Popolare Ortodosso                | 386 205   | 5,63  | 15    |
| Coalizione della Sinistra Radicale               | 315 665   | 4,60  | 13    |
| Verdi Ecologisti                                 | 173 589   | 2,53  | –     |
| Rinascita Democratica                            | 30 784    | 0,45  | –     |
| Antarsya                                         | 24 687    | 0,36  | –     |
| Ecologisti Greci                                 | 19 993    | 0,29  | –     |
| Alba Dorata                                      | 19 624    | 0,29  | –     |
| Unione dei Centristi                             | 18 296    | 0,27  | –     |
| Società                                          | 10 690    | 0,16  | –     |
| Partito Comunista di Grecia (marxista-leninista) | 10 480    | 0,15  | –     |
| Democratici                                      | 7 600     | 0,11  | –     |
| Partito Comunista Marxista-Leninista di Grecia   | 5 219     | 0,08  | –     |
| Partito Rivoluzionario dei Lavoratori            | 4 537     | 0,07  | –     |
| Altri <0,05%                                     | 5 277     | 0,08  | –     |
| Indipendenti                                     | 265       | 0,00  | –     |
| Totale                                           | 6 858 421 | 100   | 300   |

| Riepilogo dei voti (+/- elezioni 2007)  | Riepilogo dei voti (+/- elezioni 2007) | Riepilogo dei voti (+/- elezioni 2007) | Riepilogo dei voti (+/- elezioni 2007) | Riepilogo dei voti (+/- elezioni 2007) | Riepilogo dei voti (+/- elezioni 2007) | Riepilogo dei voti (+/- elezioni 2007) |
| --------------------------------------- | -------------------------------------- | -------------------------------------- | -------------------------------------- | -------------------------------------- | -------------------------------------- | -------------------------------------- |
| Movimento Socialista Panellenico        | Movimento Socialista Panellenico       | Movimento Socialista Panellenico       |                                        |                                        | 43,92%                                 | ▲ 5,82                                 |
| Nuova Democrazia                        | Nuova Democrazia                       | Nuova Democrazia                       |                                        |                                        | 33,47%                                 | ▼ 8,37                                 |
| Partito Comunista di Grecia             | Partito Comunista di Grecia            | Partito Comunista di Grecia            |                                        |                                        | 7,54%                                  | ▼ 0,61                                 |
| Raggruppamento Popolare Ortodosso       | Raggruppamento Popolare Ortodosso      | Raggruppamento Popolare Ortodosso      |                                        |                                        | 5,63%                                  | ▲ 1,83                                 |
| Coalizione della Sinistra Radicale      | Coalizione della Sinistra Radicale     | Coalizione della Sinistra Radicale     |                                        |                                        | 4,60%                                  | ▼ 0,44                                 |
| Verdi Ecologisti                        | Verdi Ecologisti                       | Verdi Ecologisti                       |                                        |                                        | 2,53%                                  | ▲ 1,48                                 |
| Altri <1,00%                            | Altri <1,00%                           | Altri <1,00%                           |                                        |                                        | 2,30%                                  | ▲ 0,28                                 |
| Riepilogo dei seggi (+/- elezioni 2007) |                                        |                                        |                                        |                                        |                                        |                                        |
|                                         |                                        |                                        |                                        |                                        |                                        |                                        |
| KKE                                     | 21                                     | ▲ 5                                    |                                        | Syriza                                 | 13                                     | ▲ 39                                   |
| PASOK                                   | 160                                    | ▼ 119                                  |                                        | ND                                     | 91                                     | ▲ 19                                   |
| LAOS                                    | 15                                     | ▲ 33                                   |                                        |                                        |                                        |                                        |